# Lill-Stensjön (Hackås socken, Jämtland, 696913-144366)
Lill-Stensjön är en sjö i Bergs kommun i Jämtland och ingår i Ljungans huvudavrinningsområde. Sjön har en area på 0,182 kvadratkilometer och ligger 355 meter över havet.

## Delavrinningsområde
Lill-Stensjön ingår i det delavrinningsområde (696679-144498) som SMHI kallar för Utloppet av Stor-Skåltjärnen. Medelhöjden är 356 meter över havet och ytan är 12,65 kvadratkilometer. Det finns inga avrinningsområden uppströms utan avrinningsområdet är högsta punkten. Älgsjöbäcken som avvattnar avrinningsområdet har biflödesordning 4, vilket innebär att vattnet flödar genom totalt 4 vattendrag innan det når havet efter 244 kilometer. Avrinningsområdet består mestadels av skog (62 procent) och sankmarker (19 procent). Avrinningsområdet har 1,86 kvadratkilometer vattenytor vilket ger det en sjöprocent på 14,7 procent.